# Ivan Righini
Ivan Righini (vormals Iwan Wadimowitsch Barijew, * 16. April 1991 in Moskau, Sowjetunion) ist ein italienisch-russischer Eiskunstläufer, der für Italien im Einzellauf startet.
Righini wurde 2007 und 2008 russischer Juniorenmeister. 2013 wechselte er die Verbände und tritt seitdem für Italien unter dem Mädchennamen seiner Mutter an.
Von 2014 bis 2016 wurde Righini italienischer Meister. Seine besten Platzierungen bei Europa- u. Weltmeisterschaften waren bisher der sechste Platz bei der Europameisterschaft 2016 und der zwölfte Platz bei der Weltmeisterschaft 2016.

## Ergebnisse
| Wettbewerb / Jahr              | 2014    | 2015    | 2016    | 2017    | 2018    |
| ------------------------------ | ------- | ------- | ------- | ------- | ------- |
| Weltmeisterschaften            | 13.     | 25.     | 12.     |         |         |
| Europameisterschaften          |         | 8.      | 6.      | 13.     |         |
| Italienische Meisterschaften   | 1.      | 1.      | 1.      | 1.      | 2.      |
| Grand-Prix-Wettbewerb / Saison | 2013/14 | 2014/15 | 2015/16 | 2016/17 | 2017/18 |
| Cup of Russia                  |         | 11.     | 8.      |         |         |
| NHK Trophy                     |         | 10.     |         |         |         |
| Cup of China                   |         |         | 10.     |         |         |